# Cedarburg
Cedarburg is een plaats (city) in de Amerikaanse staat Wisconsin, en valt bestuurlijk gezien onder Ozaukee County.

## Demografie
Bij de volkstelling in 2000 werd het aantal inwoners vastgesteld op 10.908.
In 2006 is het aantal inwoners door het United States Census Bureau geschat op 11.210, een stijging van 302 (2,8%).

## Geografie
Volgens het United States Census Bureau beslaat de plaats een oppervlakte van
9,6 km², waarvan 9,5 km² land en 0,1 km² water. Cedarburg ligt op ongeveer 231 m boven zeeniveau.

## Plaatsen in de nabije omgeving
De onderstaande figuur toont nabijgelegen plaatsen in een straal van 16 km rond Cedarburg.

## Geboren
- Amadeus William Grabau (1870), Duits-Amerikaans paleontoloog en geoloog
- Katie Drabot (1997), zwemster